# アメリカヌマジカ
アメリカヌマジカ（亜米利加沼鹿、Blastocerus dichotomus）は、偶蹄目シカ科アメリカヌマジカ属に分類されるシカ。本種のみでアメリカヌマジカ属を構成する。

## 分布
アルゼンチン北東部および中東部、パラグアイ、ブラジル南部および中西部、ペルー南東部、ボリビア東部
模式標本の産地（模式産地）はパラグアイ。ウルグアイでは絶滅。

## 形態
体長153 - 195センチメートル。尾長10 - 16センチメートル。肩高110 - 127センチメートル。体重80 - 150キログラム。南アメリカに分布するシカ科の構成種では最大種。全身は長く粗い体毛で被われる。夏毛は明赤褐色で、冬毛は暗褐色。眼の周囲や耳介の内側は白い。鼻面は黒い縦縞が入る。四肢の下部は黒い。
耳介は大型。蹄は幅広く、10センチメートル以上広げることもでき左右の蹄が皮膜で繋がる。これにより接地面が大きくなり、ぬかるんだ場所でも足をとられずに移動する事ができる。
オスには太く、1回枝分かれした後にさらに細かく枝分かれする角がある。角の長さは最大61センチメートル。角が落ちる時期（繁殖期）は不定的。オスにのみ犬歯がある。

## 生態
河川の周辺にある湿原や氾濫原などに生息する。単独やペア、6頭までの小規模な群れを形成し生活することが多い。主に薄暮時から夜間にかけて採食を行うが、昼間に活動する事もある。洪水が起きると島状になった陸地に集まる。
食性は植物食で、草本、木本の小枝や葉、水生植物などを食べる。
繁殖形態は胎生。妊娠期間は9か月。パンタナルでは少なくとも4 - 9月は繁殖期とする報告例もある。1回に1頭の幼獣を産む。

## 人間との関係
生息地では肉が食用とされたり、毛皮が利用される事もある。
農地開発・ダムや水力発電所建設・干拓による生息地の破壊、金採掘による水質汚染、密猟、スポーツハンティングによる乱獲、家畜との競合や伝染病の蔓延などにより生息数は減少している。パンタナルでの1998年における生息数は36,314頭が確認されている。ウルグアイでは1958年以降は記録がなく、絶滅したとされる。

## 画像

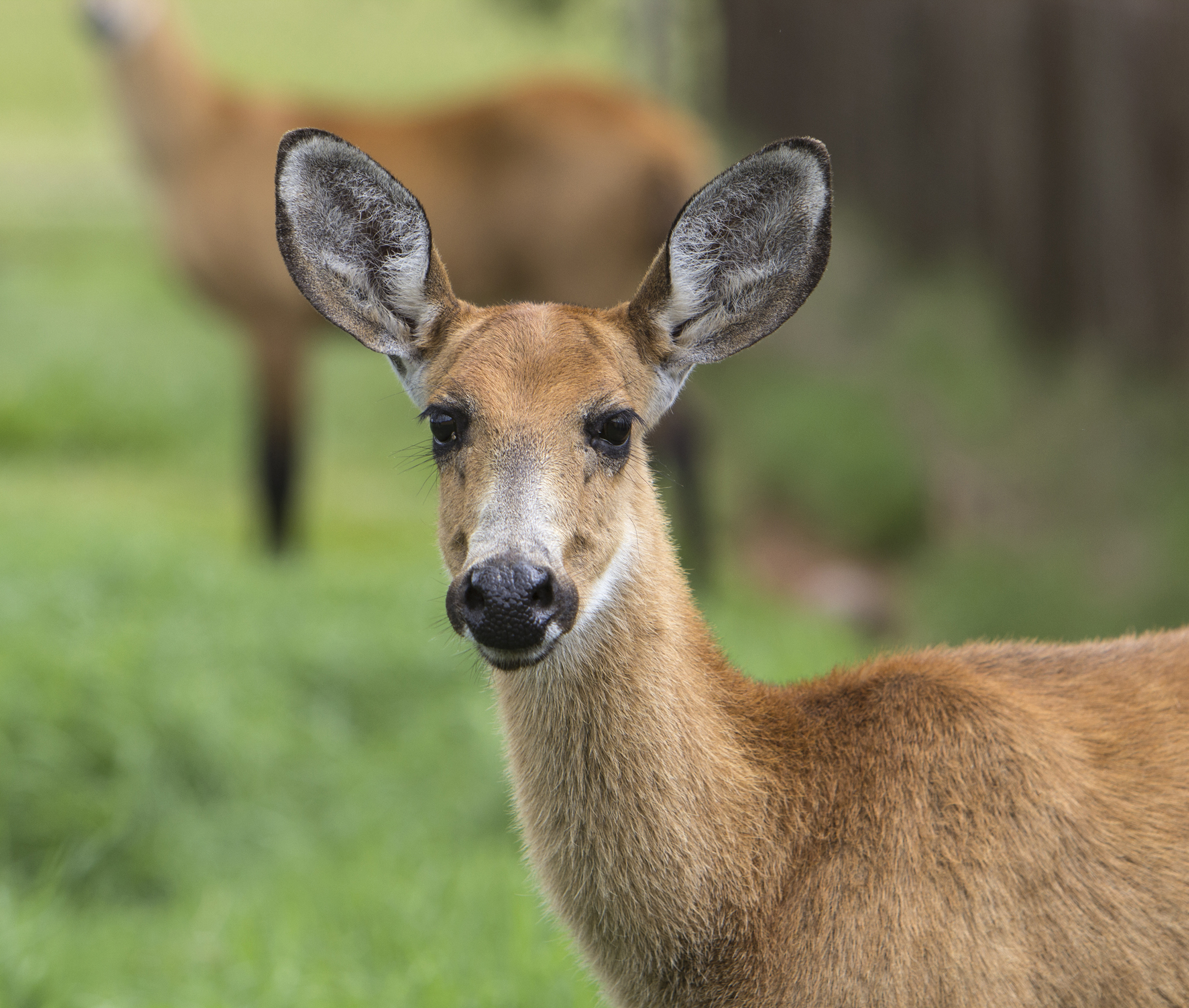
画像